# Poarta orașului Valletta
Poarta orașului (în malteză Bieb il-Belt, literal „Ușa orașului”) este o poartă situată la intrarea în Valletta, Malta. Poarta actuală, care este a cincea de pe acel amplasament, a fost construită între 2011 și 2014 după proiectele arhitectului italian Renzo Piano.
Prima poartă care s-a aflat pe amplasament a fost Porta San Giorgio, care a fost construită în 1569 după proiectele lui Francesco Laparelli⁠(d) sau Girolamo Cassar. Poarta a fost redenumită Porta Reale (malteză Putirjal) în jurul anului 1586, înainte de a fi reconstruită în 1633, probabil după planurile lui Tommaso Dingli. A fost redenumită pentru scurt timp Porte Nationale în timpul ocupației franceze a Maltei în 1798, dar numele a revenit la Porta Reale când Malta a căzut sub dominația britanică în 1800. În 1853, aceasta a fost din nou înlocuită cu o poartă mai mare, care era cunoscută și sub numele de Kingsgate sau Kingsway. Aceste prime trei porți au fost toate fortificate, făcând parte din zidurile orașului Valletta. Poarta a fost numită în mod informal și Porta di terra (însemnând „poarta terestră”), deoarece era singura intrare terestră a orașului.
Ultima poartă fortificată a fost demolată în 1964, fiind înlocuită cu o poartă raționalistă proiectată de Alziro Bergonzo⁠(d). Această poartă a fost apoi demolată în 2011 și înlocuită cu poarta lui Piano, care a fost finalizată în 2014.

## Localizare

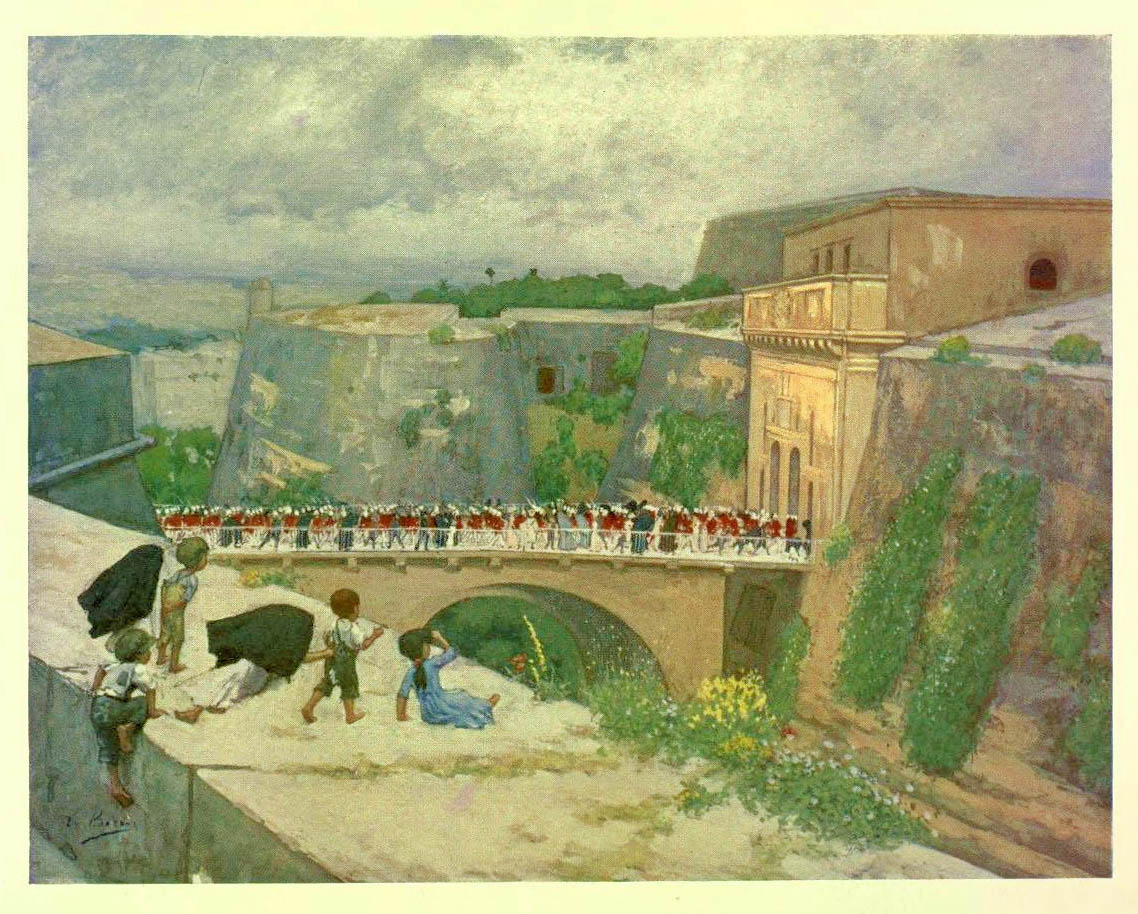
Pictură din 1910 a podului care duce la Poarta Orașului

Poarta orașului este situată în Cortina Porta Reale, un zid cortină în centrul Frontului dinspre uscat al Vallettei, situat între Bastioanele St. James și St. John's. Un pod care traversează șanțul adânc al Valetei duce la poartă. Poarta a fost inițial protejată de o cuvertură, un șanț avansat și o lunetă cunoscută sub numele de Luneta Sf. Madeleine. În timpul dominației britanice, luneta a fost demolată și o parte din șanțul avansat a fost umplut. Amplasamentul a fost mai târziu ocupat de un terminal de autobuz, cu Fântâna Triton în centru. Piața din jurul fântânii a fost transformată într-o zonă pietonală.
Poarta marchează începutul străzii Republicii (malteză Triq ir-Repubblika), strada principală din Valletta, care merge până la Fort Saint Elmo, la capătul opus al orașului. Clădirile din imediata apropiere a Porții Orașului includ Palatul Parlamentului, ruinele Operei Regale și Galeria Comercială City Gate. Saint James Cavalier și Saint John's Cavalier sunt situate de ambele părți ale porții, lângă Palatul Parlamentului și, respectiv, galeria comercială.
Poarta orașului a fost una dintre cele trei porți care duceau către oraș – celelalte fiind Poarta Marsamxett și Poarta Del Monte, la extremitățile de vest și de est ale orașului. Poarta Marsamxett a fost demolată la începutul secolului al XX-lea, în timp ce Poarta Del Monte a fost înlocuită de Poarta Victoria în 1885.

## Istorie

### Prima poartă (1569–1633)
Poarta inițială a Vallettei a fost cunoscută sub numele de Porta San Giorgio și a fost construită în timpul domniei Marelui Maestru Jean Parisot de Valette, care a dat și numele orașului. Porta San Giorgio a fost probabil proiectată de Francesco Laparelli, inginerul militar italian care a proiectat majoritatea fortificațiilor din Valletta, sau de asistentul său maltez Girolamo Cassar. Construcția a început în aprilie 1566 și a fost finalizată în 1569. Poarta avea un design destul de simplu și era pur și simplu o mică deschidere neîmpodobită în pereții cortină.
Un pod de lemn lega inițial Porta San Giorgio de peisajul rural de peste șanț. Cu ceva înainte de 1582, un pod de piatră l-a înlocuit pe cel de lemn. Podul în sine a fost înlocuit de mai multe ori, dar fundațiile sale cioplite în stâncă rămân intacte și continuă să susțină podul actual.
În jurul anului 1586, în timpul domniei Marelui Maestru Hugues Loubenx de Verdalle, poarta a fost redenumită Porta Reale. La sfârșitul secolului al XVI-lea, a fost construită o poartă exterioară mai mică și a fost adăugat un arc de triumf deasupra porții originale.

### Poarta a doua (1633–1853)

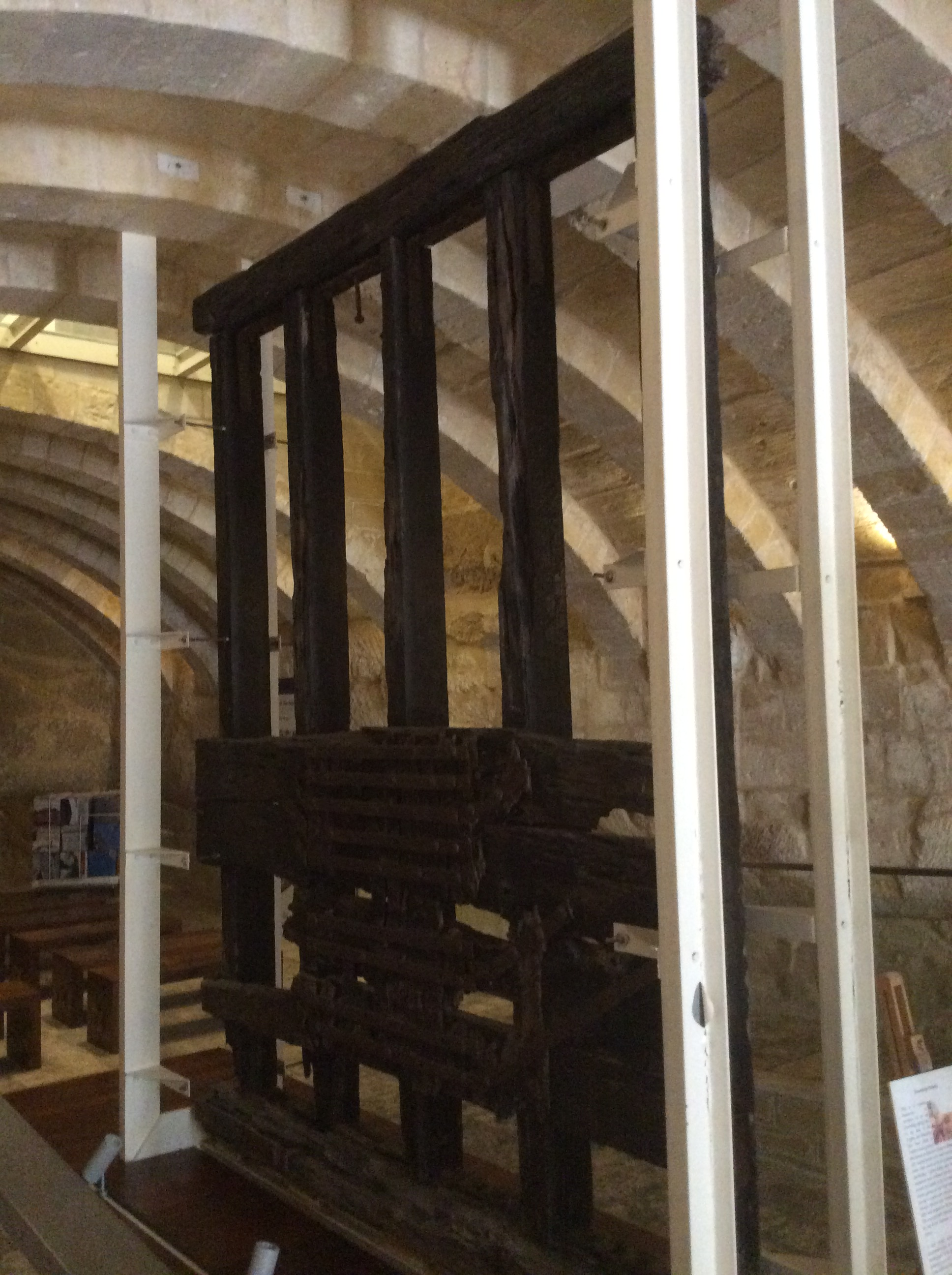
Podul mobil din secolul al XVII-lea despre care se crede că provine de la a doua poartă a orașului, expus acum la Centrul de Interpretare a Fortificațiilor

A doua poartă a orașului a fost construită în 1633, în timpul magistraturii Marelui Maestru Antoine de Paule. Această poartă era mai împodobită decât predecesarea săa Porta San Giorgio și consta dintr-o arcadă centrală cu un arc mai mic pe fiecare parte și un pod mobil de lemn peste șanțul adânc și uscat care se află imediat în afara zidurilor orașului.
Această poartă este adesea atribuită arhitectului maltez Tommaso Dingli, deși nu există dovezi documentare care să susțină această afirmație.
În timpul ocupației franceze a Maltei din 1798–1800, poarta era cunoscută sub numele de Porte Nationale. În conformitate cu Proclamația nr. VI din 1814, care a fost emisă de guvernatorul Sir Thomas Maitland, stema britanică a fost instalată pe poartă în 1815. Această stemă ar fi putut fi opera sculptorului Vincenzo Dimech.
Poarta a fost modificată de-a lungul timpului, iar la sfârșitul secolului al XVIII-lea și începutul secolului al XIX-lea existau o serie de caracteristici care nu făcuseră parte din designul original al lui Dingli. Poarta a fost demolată în 1853 deoarece era prea mică și trebuia lărgită.
Rămășițele unui pod mobil din secolul al XVII-lea despre care se crede că a fost instalat la Porta Reale sunt acum expuse la Centrul de Interpretare a Fortificațiilor.

### Poarta a treia (1853–1964)

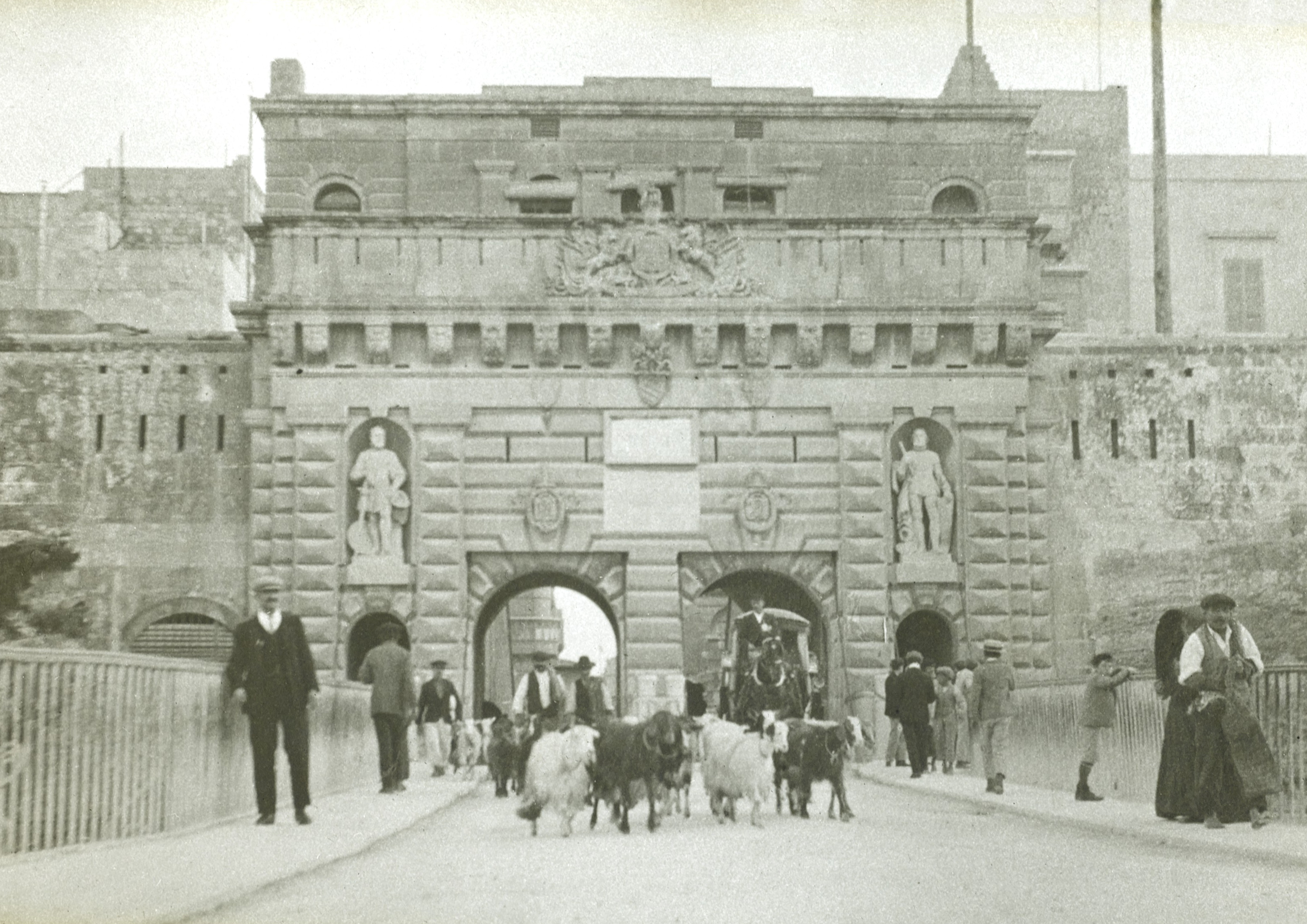
Kingsgate la începutul anilor 1900

Cea de-a treia poartă a orașului a fost construită în 1853, în timpul stăpânirii britanice a Maltei. Poarta era cunoscută sub numele de Porta Reale, Putirjal în malteză și Kingsgate sau Kingsway în engleză.
Poarta a fost proiectată de col. Thompson de la Royal Engineers și a constat din două arcade centrale cu două mai mici. Pe fiecare parte a porții erau două statui: una a lui Philippe Villiers de L'Isle-Adam, primul Mare Maestru din Malta, și una a lui Jean Parisot de Valette, fondatorul orașului. La 24 iulie 1892, un bust de bronz al papei Pius al V-lea, care a adus contribuții financiare semnificative la clădirea Vallettei, a fost instalat deasupra arcadei din spatele porții.

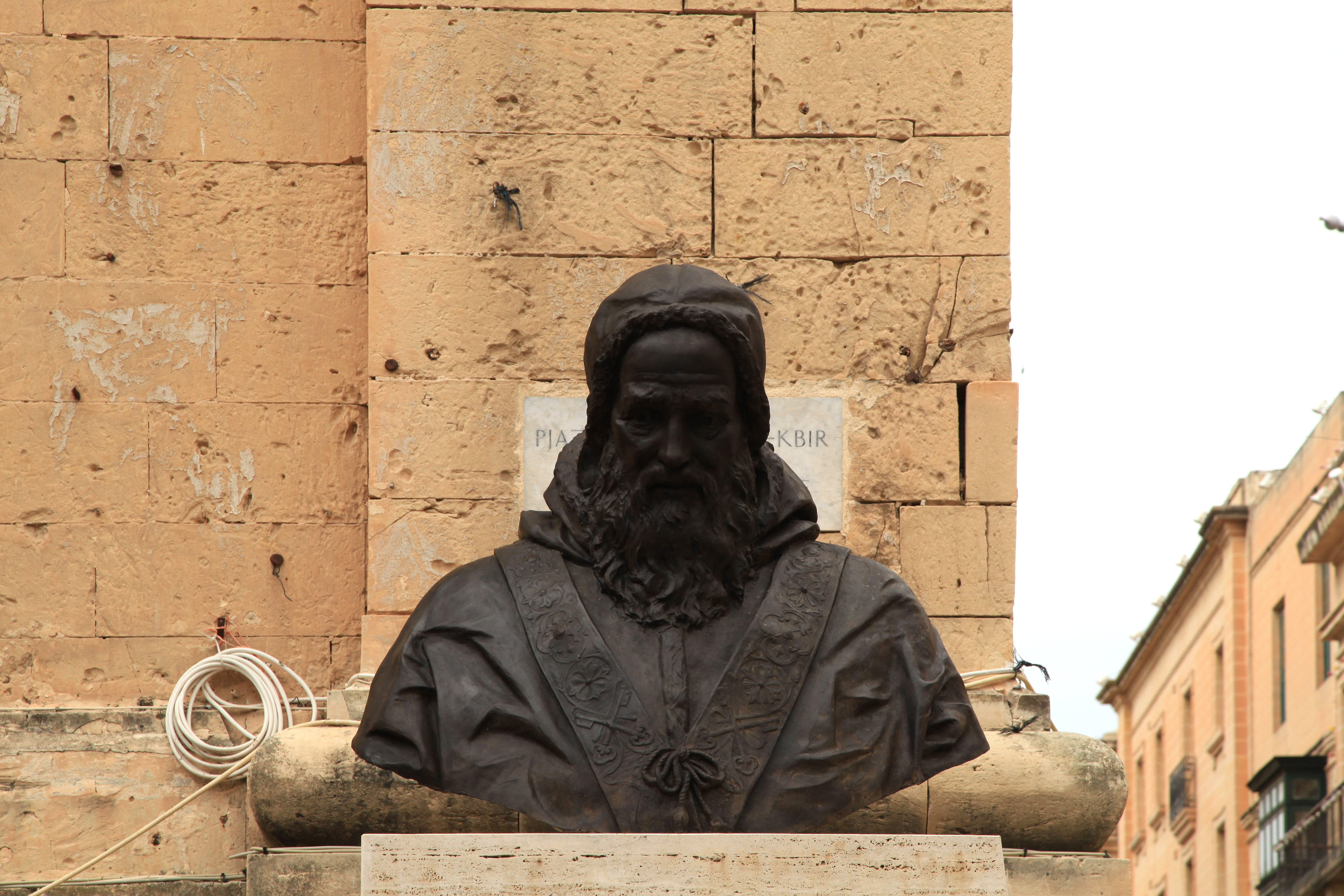
Bust al Papei Pius al V-lea care a fost instalat la Porta Reale în 1892, acum plasat în Piața Marelui Asediu

La începutul secolului al XX-lea, poarta era considerată prea mică pentru a face față afluxului mare de oameni care intrau în oraș. Primele propuneri de abordare a acestei probleme au fost făcute în anii 1920, iar unele au inclus înlocuirea porții cu o cale carosabilă deschisă. Kingsgate a supraviețuit bombardamentelor din cel de-al Doilea Război Mondial, deși a fost ușor avariată în aprilie 1942, când podul care ducea la poartă a fost lovit de un bombardament. Statuile lui L'Isle-Adam și de Valette au fost distruse în timpul acestui atac.
Primele planuri de reamenajare a Operei Regale și a intrării în Valletta au fost făcute în anii 1950. Acest proiect a fost reînviat de prim-ministrul George Borg Olivier în 1962, concentrându-se pe poarta orașului. Proiectul de a înlocui poarta cu una mai mare a fost anunțat la Expoziția din 1963, iar poarta a fost dărâmată în iunie 1964.
În urma demolării porții, bustul lui Pius al V-lea a fost depozitat, înainte de a fi recuperat de Consiliul Local Valletta în 1993. În 2005, bustul a fost mutat în Piața Marelui Asediu, aproape de Co-Catedrala Sfântul Ioan și de Judecătorie.

### Poarta a patra (1965–2011)

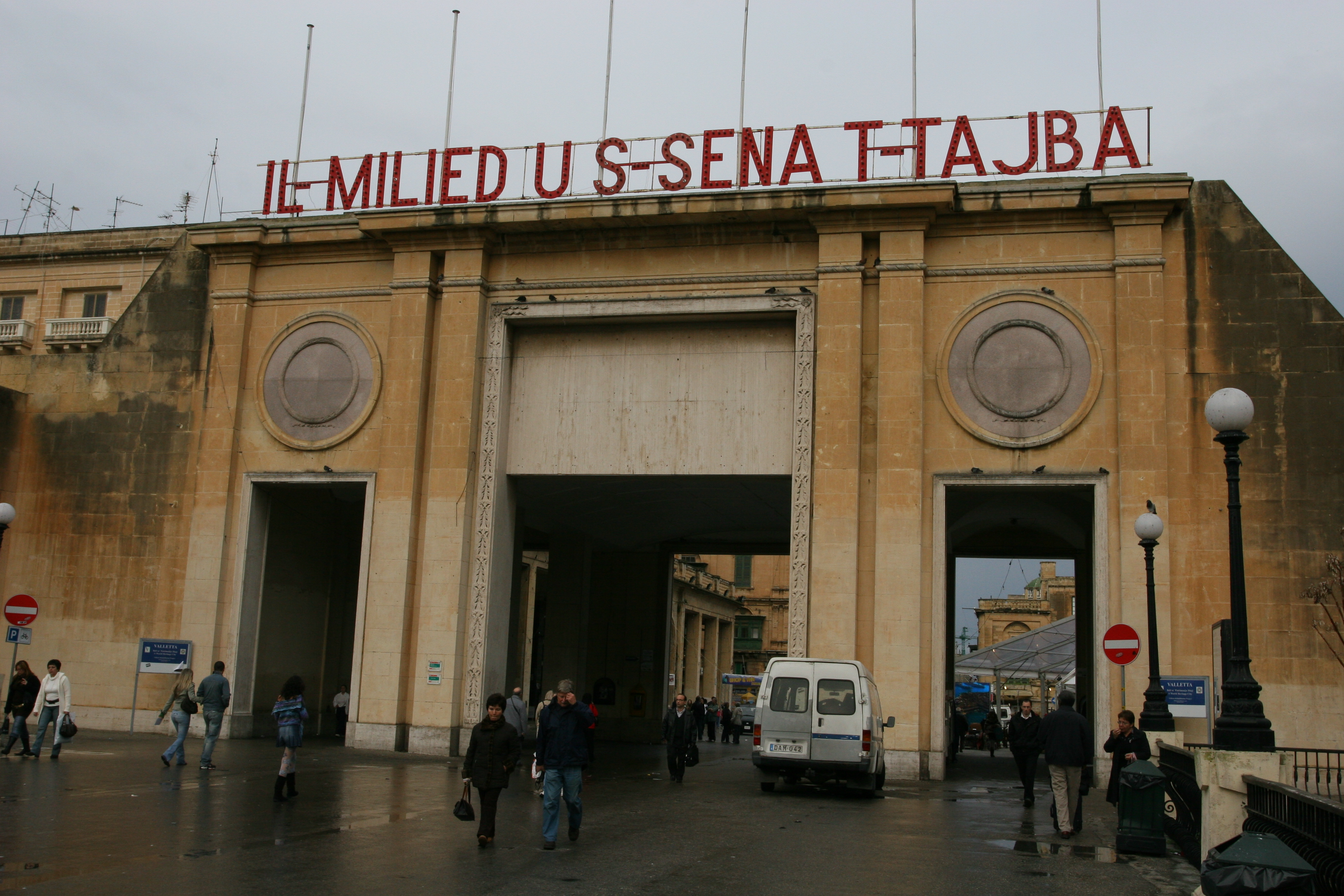
A patra poartă fotografiată în 2006

A patra poartă a orașului a fost construită între iunie 1964 și august 1965 după proiectele arhitectului Alziro Bergonzo, în stilul raționalist italian. Poarta era alcătuită dintr-o deschidere mare în centru cu două mai mici în lateral și avea un design simplu, cu ornamente limitate. Strada Papa Pius V (malteză Triq il-Papa Piju V) trecea prin poartă.
Poarta a făcut parte dintr-un proiect care nu a fost niciodată finalizat în totalitate, acela de reamenajare a intrării în Valletta și a Operei Regale. A fost controversată la momentul construcției sale, publicul larg având opinii mixte cu privire la poartă. În martie 1965, când era în curs de construcție, Camera Arhitecților a criticat proiectarea acesteia drept un „eșec arhitectural”. Argumentele în favoarea porții spuneau că aceasta oferă o vedere mai bună asupra bastioanelor, iar designul ei reflecta austeritatea fortificațiilor.
Criticile au continuat să fie îndreptate către poartă în deceniile următoare și a existat interes public pentru înlocuirea porții. Arhitectul italian Renzo Piano a făcut pentru prima dată planuri de reamenajare a intrării în Valletta în 1988, dar proiectul a fost amânat până în 1992. În 2008, guvernul a reluat contactul cu Piano pentru a înlocui poarta. Noile planuri ale lui Piano au fost dezvăluite pe 27 iunie 2009, iar Poarta a patra a fost demolată între 2 și 5 mai 2011, prim-ministrul Lawrence Gonzi participând la demolare. Demolarea porții și a arcadelor din apropiere din Piața Libertății a costat un total de 1,39 milioane de euro.

### A cincea poartă (2014-prezent)

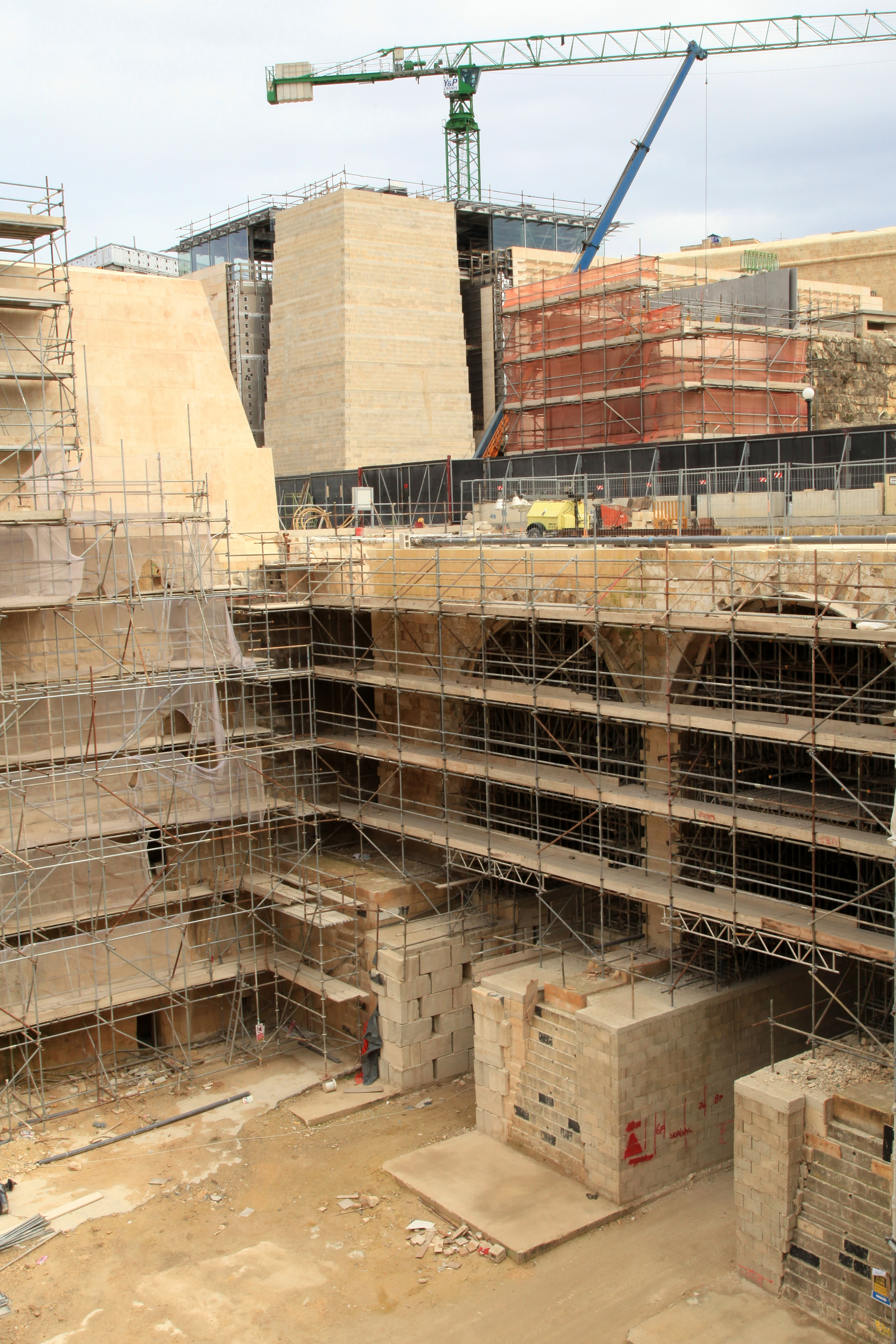
A cincea poartă a orașului în construcție în 2013

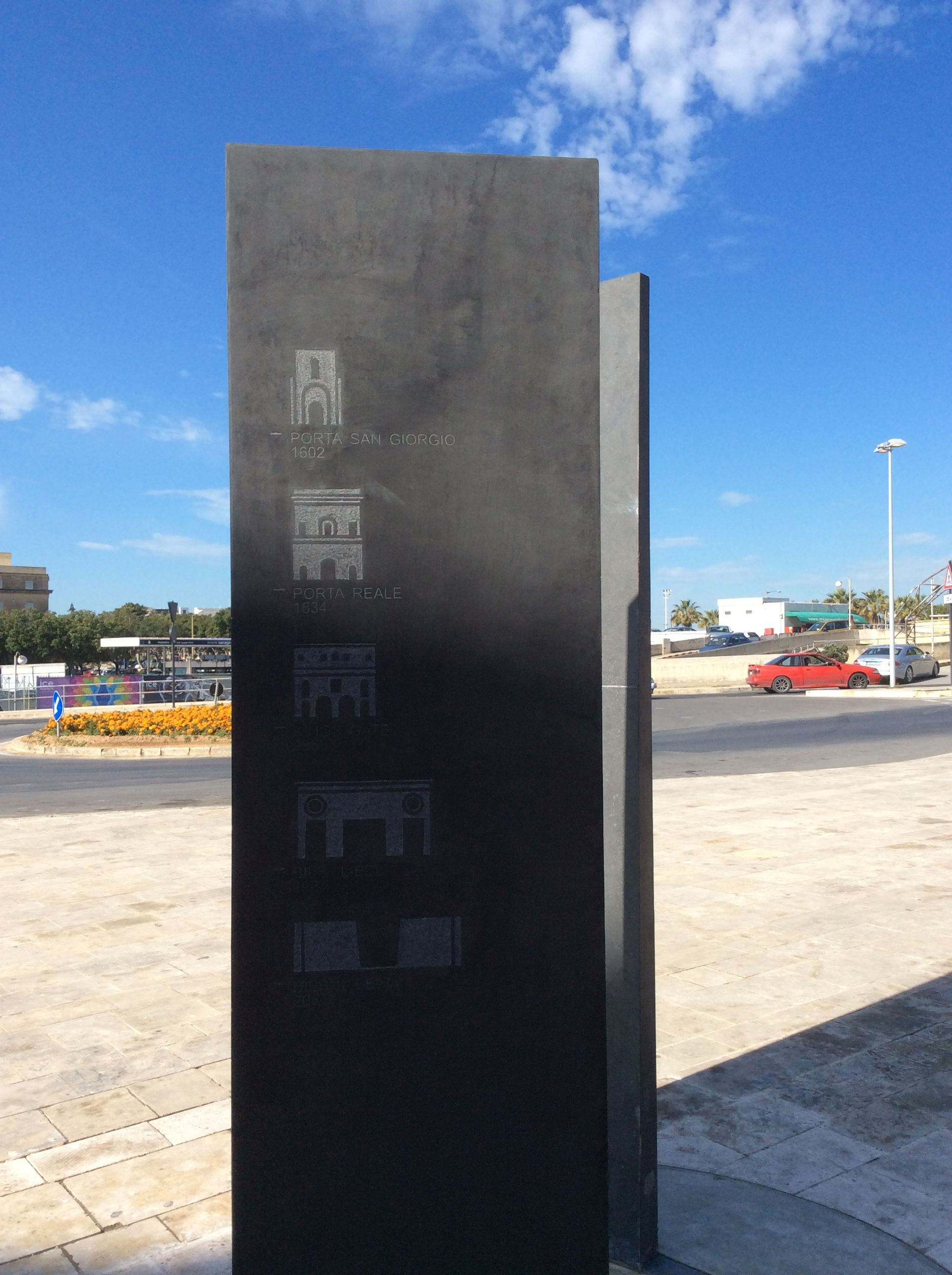
O parte a instalației de artă Prospettiva care arată cele cinci porți ale orașului Valletta

A cincea și actuala poartă a orașului a fost construită între 2011 și 2014 după proiectele lui Renzo Piano. Această poartă este foarte diferită de cele anterioare, deoarece constă într-o breșă în bastioane, flancată de blocuri mari de piatră care sunt despărțite de pereții cortină prin lame înalte de oțel. La fel ca și cea de-a patra poartă, a fost construită ca parte a unui proiect de reproiectare a intrării în oraș. Proiectul a transformat, de asemenea, ruinele Operei Regale într-un teatru în aer liber cunoscut sub numele de Pjazza Teatru Rjal, iar o nouă Casă a Parlamentului a fost construită ocupând o parte din Piața Libertății.
Noua poartă a orașului, ca și restul proiectului lui Piano, a fost controversată. Majoritatea maltezilor au salutat demolarea celei de-a patra porți, deși a fost unul dintre puținele exemple de arhitectură raționalistă italiană de pe insulă. Unii critici ai noii porți ar fi preferat un design mai tradițional similar cu cea de-a treia poartă. Noua poartă a fost comparată cu templul egiptean antic de la Edfu, criticii spunând că breșa din bastioane este deplasată în orașul în mare parte manierist și baroc.

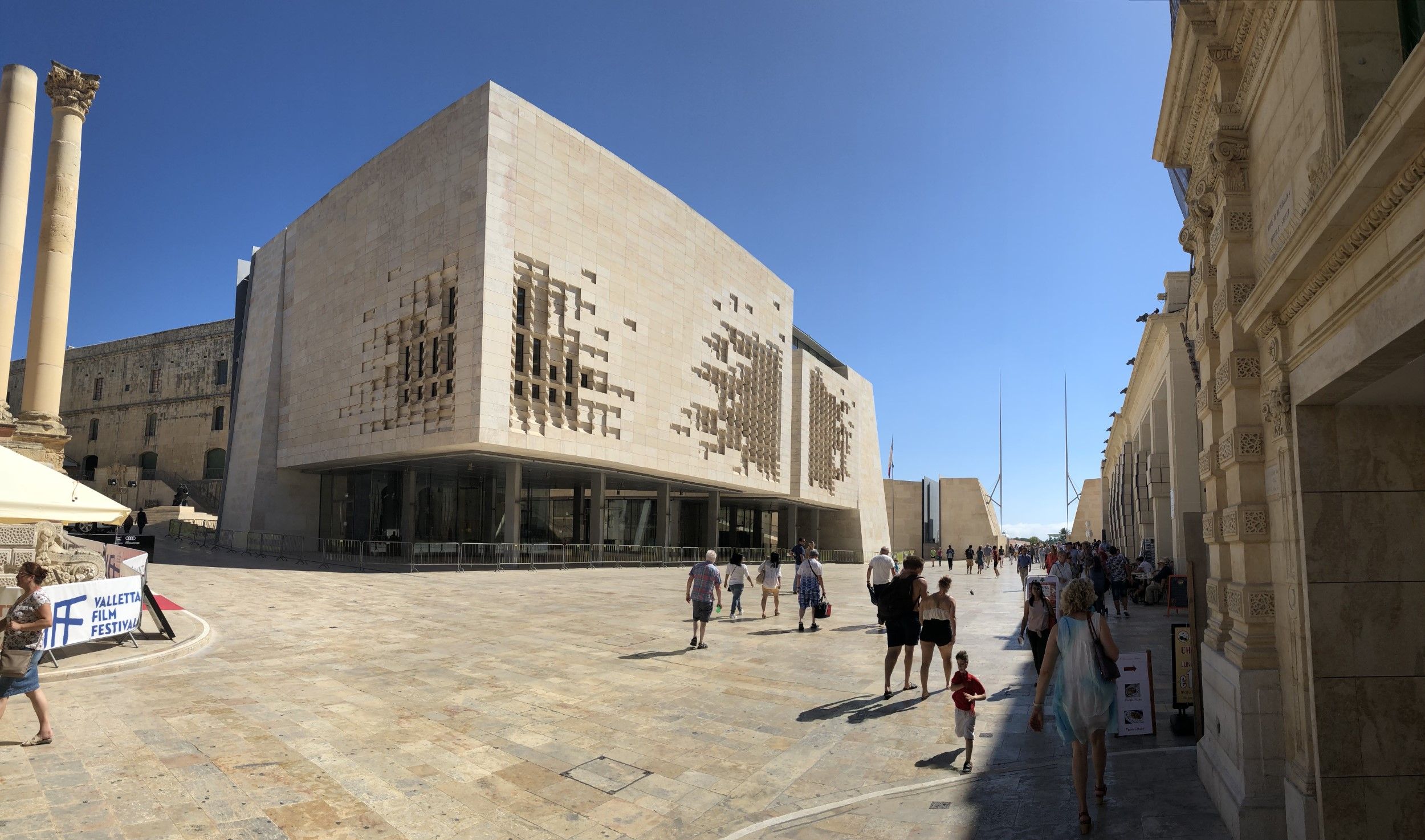
Clădirea Parlamentului în 2018

Designul Renzo Piano a încorporat multe teme din proiectul care a evoluat de-a lungul mai multor ani, iar în cazul fațadei de piatră, aceasta a trebuit extrasă din locația ideală de pe insulă pentru a oferi suficientă piatră pentru a încadra poarta, dar suficient de delicată pentru pereții cu textură bogată ai clădirii Parlamentului. Calcarul maltez dur a fost sculptat, pentru a se juca cu lumina. Există aproximativ 12.000 de metri cubi de calcar.

## Comemorări
În octombrie 2014, pe Bulevardul Girolamo Cassar, aproape de autogară, a fost inaugurată o instalație de artă intitulată Prospettiva. Instalația încorporează elemente de la cele cinci porți care au stat la intrarea în Valletta și a fost proiectată de arhitectul Chris Briffa. Instalația comemorează selecția Valletta ca Capitală Europeană a Culturii în 2018.